# Großer Preis der USA 1984
Der Große Preis der USA 1984 (offiziell Stroh's Dallas Grand Prix) fand am 8. Juli auf dem Dallas Fair Park Grand Prix Circuit in Dallas statt und war das neunte Rennen der Formel-1-Weltmeisterschaft 1984.

## Berichte

### Hintergrund
Zum Großen Preis der USA, der zwei Wochen nach dem Großen Preis der USA Ost in Detroit erstmals auf dem Fair Park Grand Prix Circuit in Dallas ausgetragen wurde, brachte Arrows einen zweiten A7 an den Start. Da man inzwischen über eine ausreichende Zahl an BMW-Turbomotoren verfügte, konnte man beide Werksfahrer damit ausstatten.
Anstelle von Teo Fabi übernahm wieder dessen Bruder Corrado den zweiten Brabham BT53 im Team von Bernie Ecclestone.
Michele Alboreto trat zu seinem 50. Grand Prix an, Niki Lauda bestritt sein 150. Rennen.
Während des hochsommerlichen Wochenendes wurden zeitweise Streckentemperaturen von bis zu 66 °C gemessen. Der ohnehin qualitativ schlechte Asphalt bildete Blasen und brach an mehreren Stellen auf.

### Training
Die beiden Lotus-Piloten Nigel Mansell und Elio de Angelis absolvierten die schnellsten Rundenzeiten des ersten Qualifikationstrainings. Obwohl beide Piloten am zweiten Durchgang nicht teilnahmen, blieben ihre Bestzeiten bestehen und wurden nicht unterboten, sodass Mansell die erste Pole-Position seiner Formel-1-Karriere erreichte. Für Lotus war dies die erste Doppel-Pole seit dem Großen Preis der Niederlande 1978.
Derek Warwick bildete gemeinsam mit René Arnoux die zweite Startreihe vor Lauda, Ayrton Senna, Alain Prost und Keke Rosberg.
Bei der während des Trainings herrschenden hohen Lufttemperatur von bis zu 38 °C erwiesen sich die BMW-Turbomotoren als wenig konkurrenzfähig. Die Brabham-Piloten qualifizierten sich nur für die Plätze 11 und 12.
Martin Brundle verletzte sich im Zuge eines Unfalls an beiden Füßen und konnte nicht am Rennen teilnehmen.

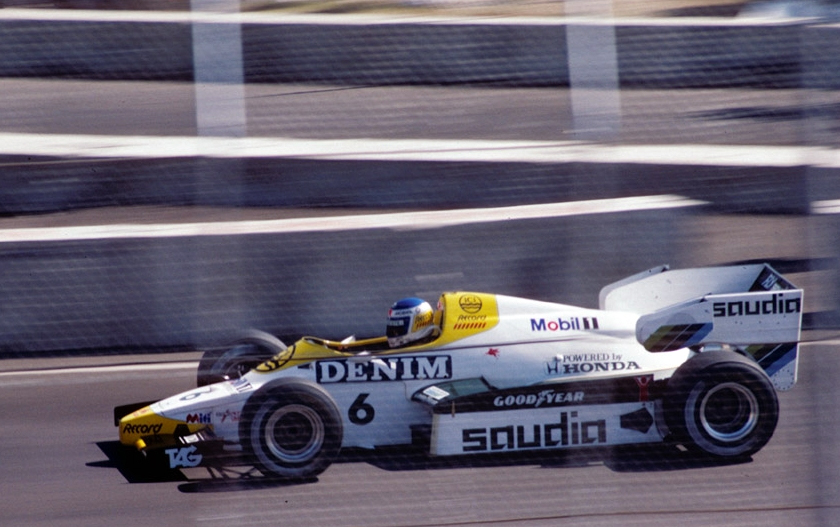
Keke Rosberg gewann das Rennen für Williams-Honda.

### Rennen

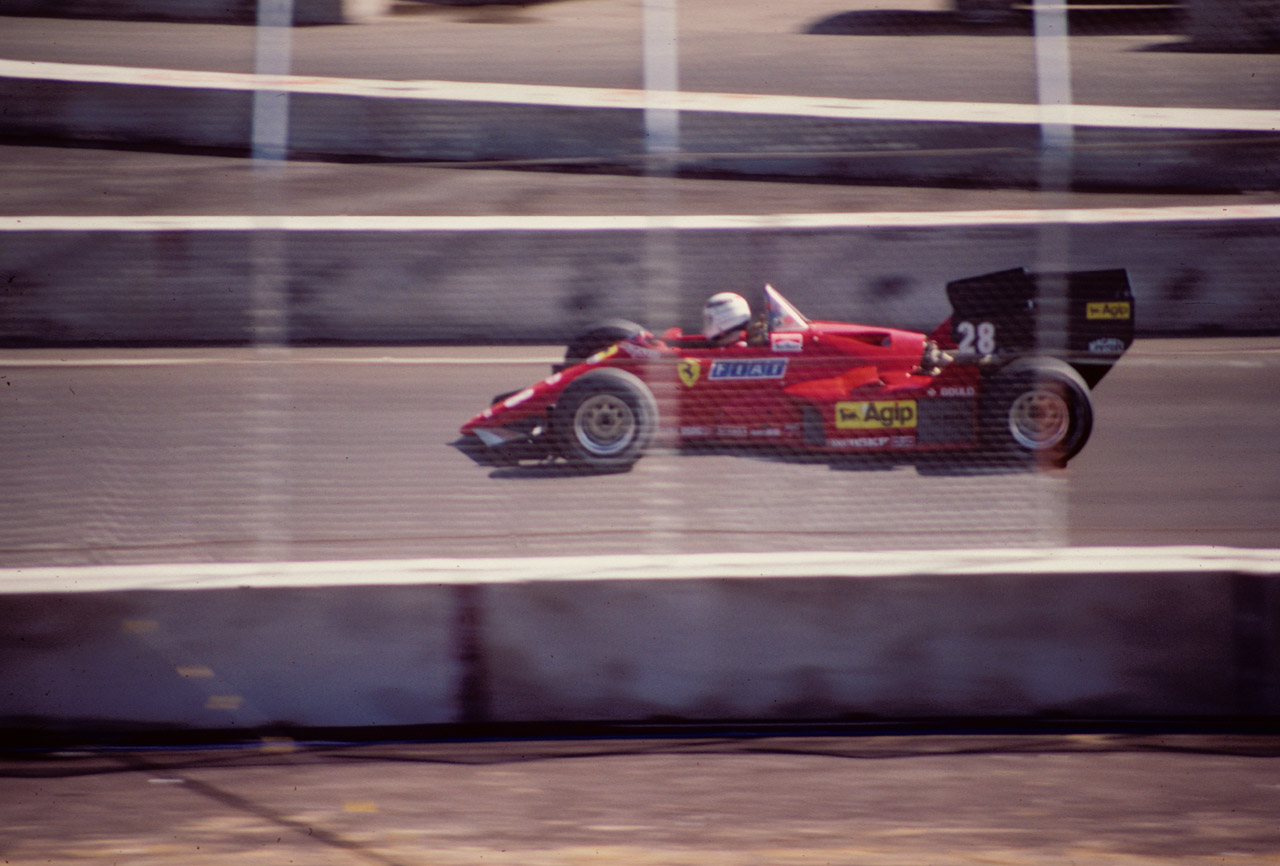
René Arnoux beendete das Rennen als Zweiter.

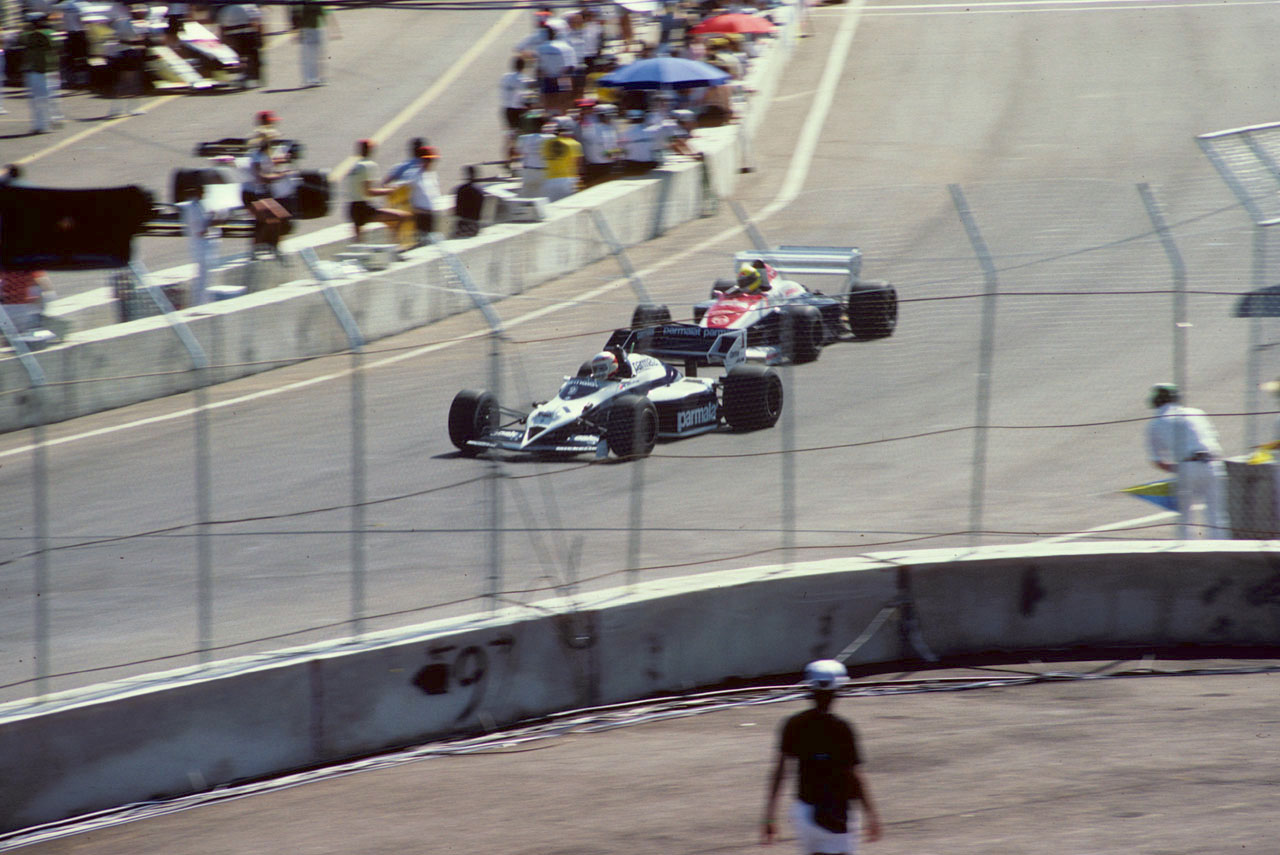
Nelson Piquet, gefolgt von Ayrton Senna.

Da auch am Tag des Rennens große Hitze herrschte, entschloss sich Rosberg, ein neuartiges Kühlsystem in seinem Helm auszuprobieren. Arnoux musste vom letzten Platz aus ins Rennen gehen, da sein Ferrari 126C4 zum Vorstart, der von Schauspieler Larry Hagman mit der grünen Flagge signalisiert wurde, nicht ansprang.
Mansell ging vor de Angelis, Warwick und Senna in Führung. In der zweiten Runde berührte Senna eine Mauer, die die Strecke begrenzte, beschädigte sich dabei einen Reifen und musste die Box ansteuern. In Runde vier übernahm Warwick den zweiten Platz von de Angelis. In der zehnten Runde schied er jedoch durch einen Unfall aus, sodass die Lotus-Doppelführung wiederhergestellt war. Sie hielt bis zum 19. Umlauf, als Rosberg den zweiten Rang einnahm.
Ab etwa dem zweiten Drittel des Rennens nahm die Zahl der Fahrfehler merklich zu, was hauptsächlich auf Erschöpfungserscheinungen infolge der Hitze zurückzuführen war. So schied beispielsweise Patrick Tambay in der 25. Runde durch einen selbstverschuldeten Unfall aus. Prost kämpfte sich unterdessen bis zur 33. Runde auf den zweiten Rang nach vorn, fiel jedoch ebenfalls aufgrund eines Fahrfehlers kurz darauf wieder hinter Rosberg zurück. Dieser übernahm im 36. Umlauf die Führung von Mansell, der daraufhin zurückfiel und die Box ansteuerte, um seine Reifen wechseln zu lassen.
In der 49. Runde ging Prost an Rosberg vorbei in Führung. Unterdessen hatte Arnoux nach einer beachtlichen Aufholjagd vom Ende des Feldes den vierten Platz hinter Lauda erreicht. Diesen überholte er kurz darauf. Als Prost in Runde 57 in die Mauer prallte, lag Rosberg vor Arnoux, Lauda und de Angelis in Führung. Da auch Lauda ausschied, kurz bevor das Rennen aufgrund des Erreichens des Zwei-Stunden-Limits vorzeitig abgebrochen wurde, erreichte de Angelis als Dritter das Podium, welches somit zum einzigen Mal in der Saison 1984 ausschließlich aus Fahrern bestand, die mit Goodyear-Reifen ausgestattet waren. Der bereits zweifach überrundete Laffite wurde Vierter vor Piercarlo Ghinzani, der die ersten Punkte der Saison für Osella sicherstellte (sowie die ersten und einzigen Punkte seiner Karriere).
Mansells Wagen blieb in der letzten Runde aufgrund eines Getriebeschadens liegen. Beim Versuch, das Fahrzeug ins Ziel zu schieben, brach Mansell vor Erschöpfung wenige Meter vor der Ziellinie zusammen. Aufgrund seiner zurückgelegten Distanz wurde er dennoch als Sechster gewertet und erhielt somit einen WM-Punkt.
Neben dem Großen Preis von Belgien war dies das einzige Rennen der Saison 1984, in dem keiner der beiden McLaren-Piloten die Punkteränge erreichte. Honda konnte hingegen den ersten Grand-Prix-Sieg seit dem Großen Preis von Italien 1967 verbuchen, wobei man damals als Werksteam und nicht ausschließlich als Motorenlieferant vertreten war.

## Meldeliste
| Team                            | Nr. | Fahrer             | Chassis         | Motor                       | Reifen |
| ------------------------------- | --- | ------------------ | --------------- | --------------------------- | ------ |
| MRD International               | 01  | Nelson Piquet      | Brabham BT53    | BMW M12/13 1.5 L4t          | M      |
| MRD International               | 02  | Corrado Fabi       | Brabham BT53    | BMW M12/13 1.5 L4t          | M      |
| Tyrrell Racing Organisation     | 03  | Martin Brundle     | Tyrrell 012     | Ford Cosworth DFY 3.0 V8    | G      |
| Tyrrell Racing Organisation     | 04  | Stefan Bellof      | Tyrrell 012     | Ford Cosworth DFY 3.0 V8    | G      |
| Williams Grand Prix Engineering | 05  | Jacques Laffite    | Williams FW09   | Honda RA163-E 1.5 V6t       | G      |
| Williams Grand Prix Engineering | 06  | Keke Rosberg       | Williams FW09   | Honda RA163-E 1.5 V6t       | G      |
| Marlboro McLaren International  | 07  | Alain Prost        | McLaren MP4/2   | TAG/Porsche TTE PO1 1.5 V6t | M      |
| Marlboro McLaren International  | 08  | Niki Lauda         | McLaren MP4/2   | TAG/Porsche TTE PO1 1.5 V6t | M      |
| Skoal Bandit Formula 1 Team     | 09  | Philippe Alliot    | RAM 02          | Hart 415T 1.5 L4t           | P      |
| Skoal Bandit Formula 1 Team     | 10  | Jonathan Palmer    | RAM 02          | Hart 415T 1.5 L4t           | P      |
| John Player Team Lotus          | 11  | Elio de Angelis    | Lotus 95T       | Renault EF4 1.5 V6t         | G      |
| John Player Team Lotus          | 12  | Nigel Mansell      | Lotus 95T       | Renault EF4 1.5 V6t         | G      |
| Team ATS                        | 14  | Manfred Winkelhock | ATS D7          | BMW M12/13 1.5 L4t          | P      |
| Équipe Renault Elf              | 15  | Patrick Tambay     | Renault RE50    | Renault EF4 1.5 V6t         | M      |
| Équipe Renault Elf              | 16  | Derek Warwick      | Renault RE50    | Renault EF4 1.5 V6t         | M      |
| Barclay Nordica Arrows BMW      | 17  | Marc Surer         | Arrows A7       | BMW M12/13 1.5 L4t          | G      |
| Barclay Nordica Arrows BMW      | 18  | Thierry Boutsen    | Arrows A7       | BMW M12/13 1.5 L4t          | G      |
| Toleman Group Motorsport        | 19  | Ayrton Senna       | Toleman TG184   | Hart 415T 1.5 L4t           | M      |
| Toleman Group Motorsport        | 20  | Johnny Cecotto     | Toleman TG184   | Hart 415T 1.5 L4t           | M      |
| Spirit Racing                   | 21  | Huub Rothengatter  | Spirit 101B     | Hart 415T 1.5 L4t           | P      |
| Benetton Team Alfa Romeo        | 22  | Riccardo Patrese   | Alfa Romeo 184T | Alfa Romeo 890T 1.5 V8t     | G      |
| Benetton Team Alfa Romeo        | 23  | Eddie Cheever      | Alfa Romeo 184T | Alfa Romeo 890T 1.5 V8t     | G      |
| Osella Squadra Corse            | 24  | Piercarlo Ghinzani | Osella FA1F     | Alfa Romeo 890T 1.5 V8t     | P      |
| Ligier Loto                     | 25  | François Hesnault  | Ligier JS23     | Renault EF4 1.5 V6t         | M      |
| Ligier Loto                     | 26  | Andrea de Cesaris  | Ligier JS23     | Renault EF4 1.5 V6t         | M      |
| Scuderia Ferrari SpA SEFAC      | 27  | Michele Alboreto   | Ferrari 126C4   | Ferrari 031 1.5 V6t         | G      |
| Scuderia Ferrari SpA SEFAC      | 28  | René Arnoux        | Ferrari 126C4   | Ferrari 031 1.5 V6t         | G      |

## Klassifikationen

### Qualifying
| Pos. | Fahrer             | Konstrukteur        | Qualifikationstraining 1 | Qualifikationstraining 1 | Qualifikationstraining 2 | Qualifikationstraining 2 | Start |
| Pos. | Fahrer             | Konstrukteur        | Zeit                     | Ø-Geschwindigkeit        | Zeit                     | Ø-Geschwindigkeit        | Start |
| ---- | ------------------ | ------------------- | ------------------------ | ------------------------ | ------------------------ | ------------------------ | ----- |
| 01   | Nigel Mansell      | Lotus-Renault       | 1:37,041                 | 144,718 km/h             | keine Zeit               | –                        | 01    |
| 02   | Elio de Angelis    | Lotus-Renault       | 1:37,635                 | 143,838 km/h             | keine Zeit               | –                        | 02    |
| 03   | Derek Warwick      | Renault             | 1:38,285                 | 142,887 km/h             | 1:37,708                 | 143,730 km/h             | 03    |
| 04   | René Arnoux        | Ferrari             | 1:37,785                 | 143,617 km/h             | 1:39,633                 | 140,953 km/h             | 04    |
| 05   | Niki Lauda         | McLaren-TAG-Porsche | 1:37,987                 | 143,321 km/h             | 1:41,835                 | 137,905 km/h             | 05    |
| 06   | Ayrton Senna       | Toleman-Hart        | 1:38,256                 | 142,929 km/h             | keine Zeit               | –                        | 06    |
| 07   | Alain Prost        | McLaren-TAG-Porsche | 1:38,544                 | 142,511 km/h             | 1:41,344                 | 138,574 km/h             | 07    |
| 08   | Keke Rosberg       | Williams-Honda      | 1:38,767                 | 142,189 km/h             | 1:39,438                 | 141,230 km/h             | 08    |
| 09   | Michele Alboreto   | Ferrari             | 1:38,793                 | 142,152 km/h             | 1:42,005                 | 137,676 km/h             | 09    |
| 10   | Patrick Tambay     | Renault             | 1:38,907                 | 141,988 km/h             | 1:40,790                 | 139,335 km/h             | 10    |
| 11   | Corrado Fabi       | Brabham-BMW         | 1:38,960                 | 141,912 km/h             | 1:41,097                 | 138,912 km/h             | 11    |
| 12   | Nelson Piquet      | Brabham-BMW         | 1:39,439                 | 141,228 km/h             | 1:39,630                 | 140,958 km/h             | 12    |
| 13   | Manfred Winkelhock | ATS-BMW             | 1:39,860                 | 140,633 km/h             | 1:40,289                 | 140,031 km/h             | 13    |
| 14   | Eddie Cheever      | Alfa Romeo          | 1:39,911                 | 140,561 km/h             | 1:40,773                 | 139,359 km/h             | 14    |
| 15   | Johnny Cecotto     | Toleman-Hart        | 1:40,027                 | 140,398 km/h             | keine Zeit               | –                        | 15    |
| 16   | Andrea de Cesaris  | Ligier-Renault      | 1:40,095                 | 140,303 km/h             | 1:41,464                 | 138,410 km/h             | 16    |
| 17   | Stefan Bellof      | Tyrrell-Ford        | 1:40,336                 | 139,966 km/h             | 1:41,680                 | 138,116 km/h             | 17    |
| 18   | Piercarlo Ghinzani | Osella-Alfa Romeo   | 1:41,176                 | 138,804 km/h             | 1:42,439                 | 137,092 km/h             | 18    |
| 19   | François Hesnault  | Ligier-Renault      | 1:41,303                 | 138,630 km/h             | keine Zeit               | –                        | 19    |
| 20   | Thierry Boutsen    | Arrows-BMW          | 1:41,840                 | 137,899 km/h             | 1:41,318                 | 138,609 km/h             | 20    |
| 21   | Riccardo Patrese   | Alfa Romeo          | 1:41,328                 | 138,595 km/h             | 1:50,277                 | 127,348 km/h             | 21    |
| 22   | Marc Surer         | Arrows-BMW          | 1:44,503                 | 134,385 km/h             | 1:42,592                 | 136,888 km/h             | 22    |
| 23   | Huub Rothengatter  | Spirit-Hart         | 1:43,084                 | 136,235 km/h             | 1:43,735                 | 135,380 km/h             | 23    |
| 24   | Philippe Alliot    | RAM-Hart            | 1:43,222                 | 136,052 km/h             | keine Zeit               | –                        | DNS   |
| 25   | Jacques Laffite    | Williams-Honda      | 1:43,304                 | 135,944 km/h             | 1:46,257                 | 132,166 km/h             | 24    |
| 26   | Jonathan Palmer    | RAM-Hart            | 1:44,676                 | 134,163 km/h             | 1:47,566                 | 130,558 km/h             | 25    |
| 27   | Martin Brundle     | Tyrrell-Ford        | 2:31,960                 | 92,416 km/h              | keine Zeit               | –                        | DNS   |

### Rennen
| Pos. | Fahrer             | Konstrukteur        | Runden | Stopps | Zeit        | Start | Schnellste Runde |
| ---- | ------------------ | ------------------- | ------ | ------ | ----------- | ----- | ---------------- |
| 01   | Keke Rosberg       | Williams-Honda      | 67     | 0      | 2:01:22,617 | 08    | 1:46,104 (09.)   |
| 02   | René Arnoux        | Ferrari             | 67     | 0      | + 22,464    | 04    | 1:45,545 (38.)   |
| 03   | Elio de Angelis    | Lotus-Renault       | 66     | 0      | + 1 Runde   | 02    | 1:46,042 (26.)   |
| 04   | Jacques Laffite    | Williams-Honda      | 65     | 0      | + 2 Runden  | 24    | 1:48,532 (34.)   |
| 05   | Piercarlo Ghinzani | Osella-Alfa Romeo   | 65     | 1      | + 2 Runden  | 18    | 1:48,604 (22.)   |
| 06   | Nigel Mansell      | Lotus-Renault       | 64     | 1      | DNF         | 01    | 1:45,593 (09.)   |
| 07   | Corrado Fabi       | Brabham-BMW         | 64     | 0      | + 3 Runden  | 11    | 1:48,361 (10.)   |
| 08   | Manfred Winkelhock | ATS-BMW             | 64     | 0      | + 3 Runden  | 13    | 1:50,549 (32.)   |
| –    | Niki Lauda         | McLaren-TAG-Porsche | 60     | 0      | DNF         | 05    | 1:45,353 (22.)   |
| –    | Alain Prost        | McLaren-TAG-Porsche | 56     | 0      | DNF         | 07    | 1:45,976 (23.)   |
| –    | Thierry Boutsen    | Arrows-BMW          | 55     | 0      | DNF         | 20    | 1:48,229 (13.)   |
| –    | Michele Alboreto   | Ferrari             | 54     | 1      | DNF         | 09    | 1:46,716 (34.)   |
| –    | Marc Surer         | Arrows-BMW          | 54     | 0      | DNF         | 22    | 1:50,374 (07.)   |
| –    | Ayrton Senna       | Toleman-Hart        | 48     | 2      | DNF         | 06    | 1:46,419 (39.)   |
| –    | Jonathan Palmer    | RAM-Hart            | 46     | 0      | DNF         | 25    | 1:52,958 (07.)   |
| –    | Nelson Piquet      | Brabham-BMW         | 45     | 0      | DNF         | 12    | 1:46,502 (37.)   |
| –    | Johnny Cecotto     | Toleman-Hart        | 26     | 1      | DNF         | 15    | 1:47,827 (24.)   |
| –    | Patrick Tambay     | Renault             | 25     | 0      | DNF         | 10    | 1:46,373 (16.)   |
| –    | Andrea de Cesaris  | Ligier-Renault      | 15     | 0      | DNF         | 16    | 1:47,341 (08.)   |
| –    | Huub Rothengatter  | Spirit-Hart         | 15     | 1      | DNF         | 23    | 1:51,347 (09.)   |
| –    | Riccardo Patrese   | Alfa Romeo          | 13     | 0      | DNF         | 21    | 1:50,274 (08.)   |
| –    | Derek Warwick      | Renault             | 10     | 0      | DNF         | 03    | 1:45,648 (08.)   |
| –    | Eddie Cheever      | Alfa Romeo          | 9      | 0      | DNF         | 14    | 1:49,010 (08.)   |
| –    | François Hesnault  | Ligier-Renault      | 0      | 0      | DNF         | 19    | –                |
| DSQ  | Stefan Bellof      | Tyrrell-Ford        | 9      | 0      | DNF         | 17    | –                |

Anmerkungen
1. ↑  Aufgrund von Verstößen gegen das Reglement wurden das Team Tyrrell sowie der Fahrer Bellof im September 1984 rückwirkend für die gesamte Saison 1984 disqualifiziert. Zudem wurde dem Team die Teilnahme an den letzten drei Rennen des Jahres untersagt.

## WM-Stände nach dem Rennen
Die ersten fünf des Rennens bekamen 9, 6, 4, 3, 2 bzw. 1 Punkt(e). In der Fahrerwertung wurden die besten elf Resultate, in der Konstrukteurswertung alle Resultate gewertet.

### Fahrerwertung
| Pos. | Fahrer            | Konstrukteur        | Punkte |
| ---- | ----------------- | ------------------- | ------ |
| 01   | Alain Prost       | McLaren-TAG-Porsche | 35,5   |
| 02   | Elio de Angelis   | Lotus-Renault       | 26     |
| 03   | Niki Lauda        | McLaren-TAG-Porsche | 24     |
| 04   | René Arnoux       | Ferrari             | 23     |
| 05   | Keke Rosberg      | Williams-Honda      | 20,5   |
| 06   | Nelson Piquet     | Brabham-BMW         | 18     |
| 07   | Derek Warwick     | Renault             | 13     |
| 08   | Michele Alboreto  | Ferrari             | 9,5    |
| 09   | Patrick Tambay    | Renault             | 8      |
| 10   | Nigel Mansell     | Lotus-Renault       | 6      |
| 11   | Jacques Laffite   | Williams-Honda      | 5      |
| 12   | Ayrton Senna      | Toleman-Hart        | 5      |
| 13   | Teo Fabi          | Brabham-BMW         | 4      |
| 14   | Riccardo Patrese  | Alfa Romeo          | 3      |
| 15   | Eddie Cheever     | Alfa Romeo          | 3      |
| 16   | Andrea de Cesaris | Ligier-Renault      | 3      |

| Pos. | Fahrer             | Konstrukteur      | Punkte |
| ---- | ------------------ | ----------------- | ------ |
| 17   | Thierry Boutsen    | Arrows-Ford/-BMW  | 3      |
| 18   | Piercarlo Ghinzani | Osella-Alfa Romeo | 2      |
| 19   | Marc Surer         | Arrows-Ford/-BMW  | 0      |
| 20   | Corrado Fabi       | Brabham-BMW       | 0      |
| 21   | Mauro Baldi        | Spirit Hart       | 0      |
| 22   | Manfred Winkelhock | ATS-BMW           | 0      |
| 23   | Jonathan Palmer    | RAM-Hart          | 0      |
| 24   | Johnny Cecotto     | Toleman-Hart      | 0      |
| 25   | François Hesnault  | Ligier-Renault    | 0      |
| 26   | Philippe Alliot    | RAM-Hart          | 0      |
| –    | Jo Gartner         | Osella-Alfa Romeo | 0      |
| –    | Huub Rothengatter  | Spirit Hart       | 0      |
| –    | Mike Thackwell     | RAM-Hart          | 0      |
| DSQ  | Martin Brundle     | Tyrrell-Ford      | 8      |
| DSQ  | Stefan Bellof      | Tyrrell-Ford      | 5      |

### Konstrukteurswertung
| Pos. | Konstrukteur        | Punkte |
| ---- | ------------------- | ------ |
| 01   | McLaren-TAG-Porsche | 59,5   |
| 02   | Ferrari             | 32,5   |
| 03   | Lotus-Renault       | 32     |
| 04   | Williams-Honda      | 25,5   |
| 05   | Brabham-BMW         | 22     |
| 06   | Renault             | 21     |
| 07   | Alfa Romeo          | 6      |
| 08   | Toleman-Hart        | 5      |

| Pos. | Konstrukteur      | Punkte |
| ---- | ----------------- | ------ |
| 09   | Arrows-Ford/-BMW  | 3      |
| 10   | Ligier-Renault    | 3      |
| 11   | Osella-Alfa Romeo | 2      |
| 12   | Spirit-Hart       | 0      |
| 13   | ATS-BMW           | 0      |
| 14   | RAM-Hart          | 0      |
| DSQ  | Tyrrell-Ford      | 13     |

Anmerkungen
1. ↑  Tyrrell wurde im September 1984 wegen Reglementverstoßes aus der Weltmeisterschaft ausgeschlossen; Auslöser waren verbotene Wassertanks, die nach jedem Grand Prix befüllt wurden und auf diese Weise für ein Untergewicht während der Rennen sorgten.